# Wirek (gmina)

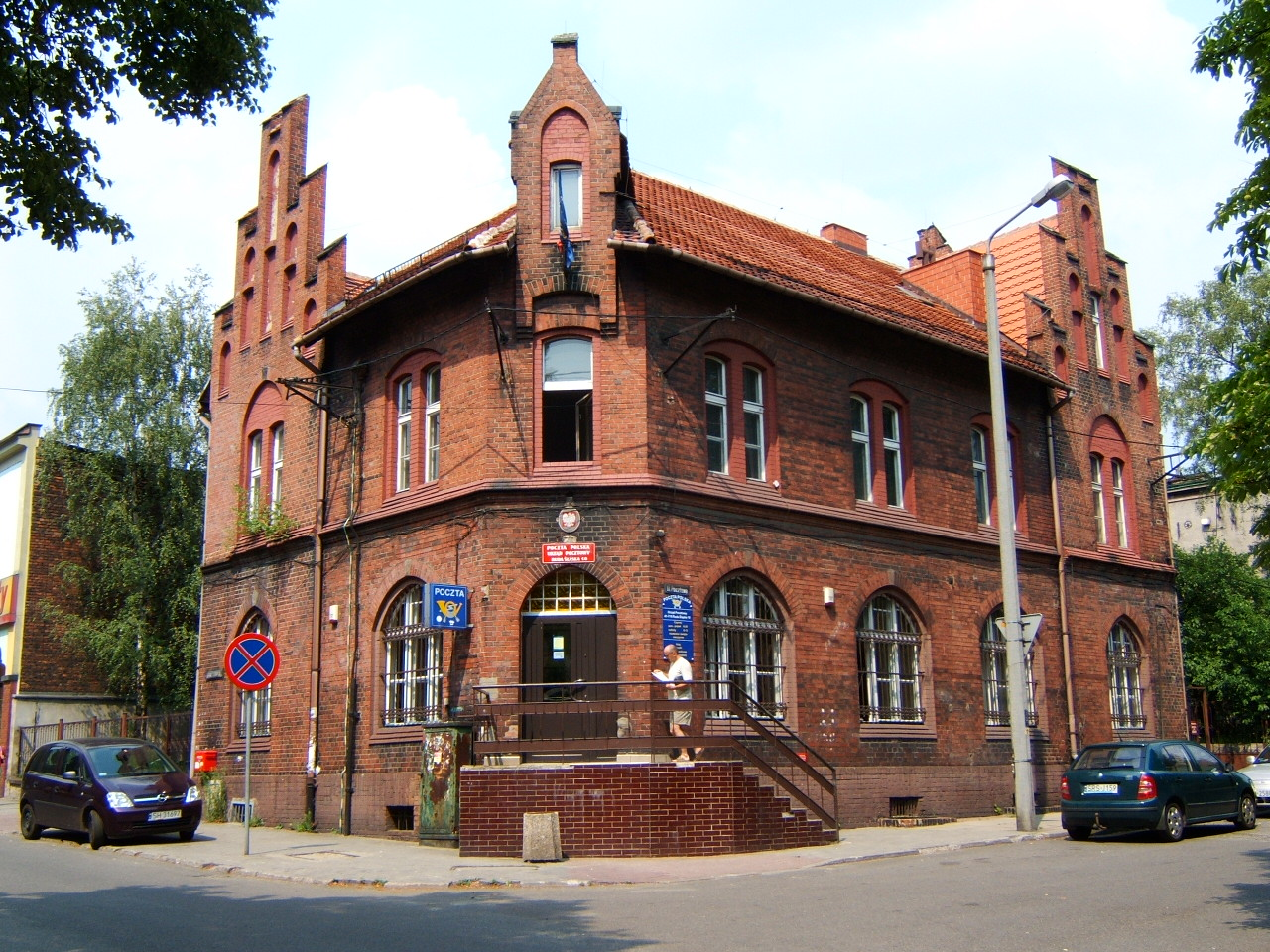
Poczta w Wirku

Wirek (do 1948 Nowa Wieś) – dawna gmina wiejska istniejąca pod tą nazwą w 1948 roku w woj. śląskim (lub śląsko-dąbrowskim; dzisiejsze woj. śląskie). Siedzibą władz gminy był Wirek (obecnie dzielnica Rudy Śląskiej).
Jednostka powstała 7 marca 1948 w związku z przemianowaniem Nowej Wsi na Wirek i konsekwentnie gminy Nowa Wieś na gmina Wirek.
Jako gmina wiejska jednostka przestała istnieć 1 stycznia 1949 wraz z nadaniem Wirkowi praw miejskich i przekształceniem jednostki w gminę miejską.
1 kwietnia 1951 roku Wirek został włączony do Nowego Bytomia (który 31 grudnia 1958 wszedł w skład Rudy Śląskiej).